# Гауль, Густав
Густав Гауль (нем. Gustav Gaul; 6 февраля 1836, Вена — 7 сентября 1888, Мёдлинг) — австрийский художник исторического жанра и портретист.

## Биография
Густав Гауль был сыном живописца Франца Гауля, его младший брат Франц Ксавье Гауль также стал художником. Первые уроки рисования получил от своего отца, затем учился в венской Академии изящных искусств. Среди его учителей следует назвать художника-акварелиста Роберта Теера и мастера исторического жанра Карла Раля. После пяти лет учёбы в Академии Г. Гауль предпринимает рабочую поездку по Северной Италии, а затем посещает Дрезден, где изучает живопись мастеров венецианской школы. В 1855 году его картины выставляются на парижской Всемирной выставке. Позднее художник совершает поездку по Франции и Нидерландам, во время которой создаёт большое количество ландшафтных эскизов, которые впоследствии использует в качестве второго плана для своих исторических полотен.
Одной из его известнейших работ стало декорирование одного из залов во Дворце Тодеско в Вене. По заказу банкира Эдуардо Тодеско Г. Гауль расписывает картинами в темпере потолок залы на тему шествия Вакха и вакханок, а также сценками из мифов об Амуре, Психее и Венере. В своём творчестве Г. Гауль длительное время вырабатывал свой особый стиль в живописи, первоначально находясь под влиянием своего учителя Карла Раля. В его жанровых работах чувствуется влияние французских мастеров, цветовую гамму которых Г. Гауль развивает далее. На портретах художника запечатлены ряд известных личностей из актёрской среды венского Бургтеатра.
В честь художника названа одна из улиц Вены.

## Галерея
- Портрет прима-балерины Берты Линды (1883) (жены художника Ганса Макарта)
- Портрет дамы (1859)